# Ésera
Der Ésera ist ein Fluss im Norden der Region Aragonien in Spanien. Er verläuft durch das Ebro-Becken und ist einer der bedeutenderen Zuflüsse des Cinca.
Der Ésera entsteht in 2.500 m Höhe an der Nordflanke des Maladeta-Massivs in den Pyrenäen der Provinz Huesca. In seinem Tal liegen Orte wie Benasque und Campo. Er ist ein typischer Fluss der Pyrenäen, dessen Wasser vom Gletscher des Aneto und den dortigen Niederschlägen herrühren.
In Graus fließt der Ésera mit dem Isábena zusammen. Weiter südlich wird er von der Barasona-Talsperre reguliert, an der der Aragón-Katalonien-Kanal entsteht.

## Weblinks

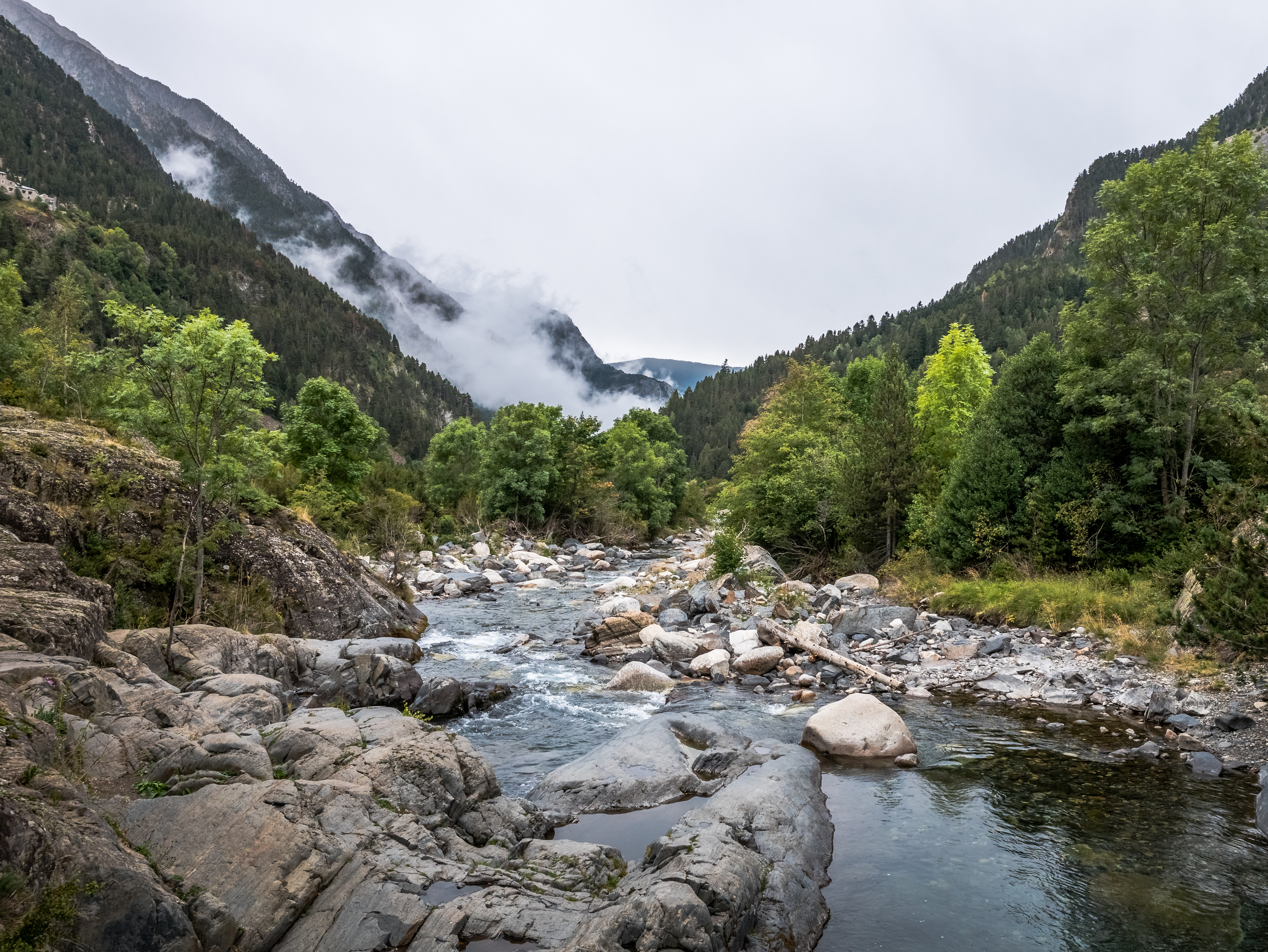
Ésera im Oberlauf nördlich von Benasque